# Balanococcus sexaspinus
Balanococcus sexaspinus är en insektsart som först beskrevs av Brittin 1915.  Balanococcus sexaspinus ingår i släktet Balanococcus och familjen ullsköldlöss. Inga underarter finns listade i Catalogue of Life.